# 헤오 메네세스
헤오 메네세스(스페인어: Geo Meneses, 1974년 3월 22일 ~ )는 멕시코의 가수이다. 1998년 1집 앨범 《Por que así tenia que ser》로 데뷔하였다.